# Ruta arqueológica de los Torreones
La Ruta arqueológica de los Torreones es un itinerario que discurre por la Campiña de Jaén, entre los términos municipales de Torredelcampo y de Jaén capital. Pasa por hasta 7 fortificaciones medievales (castillos rurales, atalayas o torres), desperdigadas por la Campiña, en la que predomina el olivar. Enlaza con la Vía Verde del Aceite.

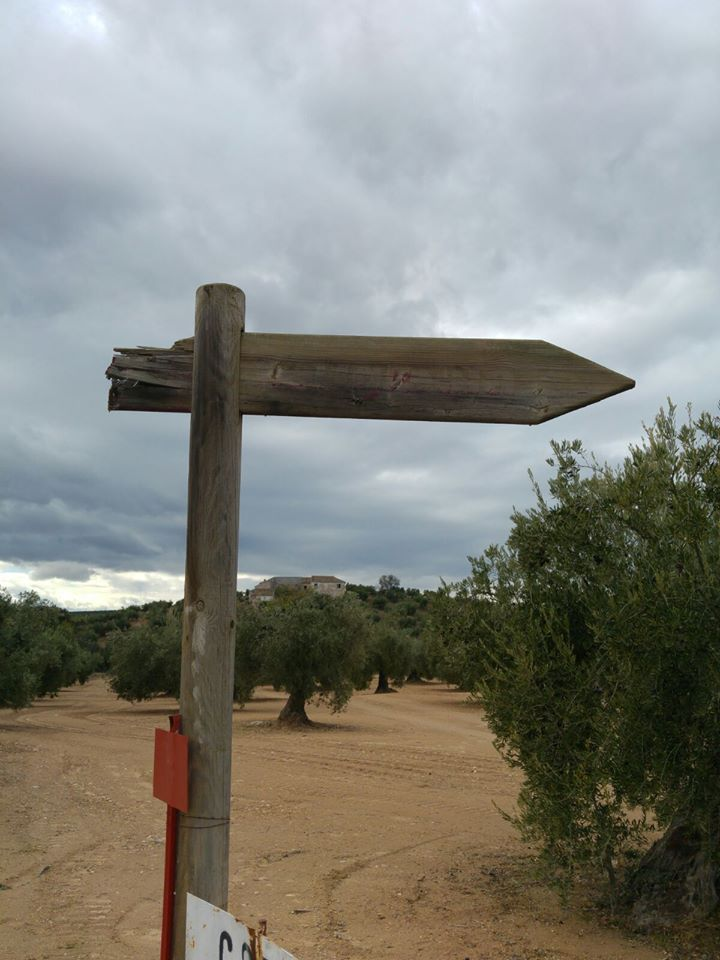
Señal indicativa hacia el Castillo de La Iglesia, dentro de la Ruta arqueológica de los Torreones.

## Historia
Las fortificaciones se encuentran en lo que fueron enclaves estratégicos de la Campiña para musulmanes y cristianos, levantándose muchas de ellas en antiguos asentamientos íberos y romanos.

## Fortificaciones
Las 7 fortificaciones que forman parte de la Ruta arqueológica de los Torreones son las siguientes:
- Castillo de la Muña
- Castillo del Berrueco
- Casa Fuerte de Torredelcampo
- Torre Olvidada
- El Castil
- El Término
- Castillo de Aldehuela